# جاك أنكيتيل
جاك أنكيتيل (Jacques Anquetil)، دراج فرنسي سابق، متخصص في صنف سباق الطريق. ولد في 8 يناير 1934 في مون سان إينيان، و توفي في 18 نونبر 1987 في نوفيل شان دوازيل، وكانت ولادته ومماته في قريتين من قرى مقاطعة السان البحرية، شمال غرب فرنسا. هو أول من استطاع الفوز بطواف فرنسا في خمس مرات. و هو صاحب الرقم القياسي (إلى حدود 2012) في عدد مرات الحضور في منصات تتويج الطوافات الكبرى، حيث أنهاها 13 مرة، بين الثلاثة الأوئل، خلال مسيرته الاحترافية، التي امتدت بين 1953 و1969.

## سيرته الرياضية
فاز جاك أنتيكيل بما مجموعه 23 مرحلة، خلال مشاركاته في الطوافات الكبرى. علاوة على فوزه بخمس طوافات لفرنسا، يعتبر أنتيكيل أول دراج فرنسي يفوز بطواف إيطاليا، و أول فرنسي يحقق ازدواجية طوافي فرنسا وإيطاليا، في نفس الموسم (1964).

## إنجازاته

### طواف فرنسا
- 1957 : متصدر الترتيب العام . فاز بأربع مراحل، وحمل القميص الأصفر 16 يوما.
- 1961 : متصدر الترتيب العام . فاز بمرحلتين، وحمل القميص الأصفر 21 يوما.
- 1962 : متصدر الترتيب العام . فاز بمرحلتين، وحمل القميص الأصفر ثلاثة أيام.
- 1963 : متصدر الترتيب العام . فاز بأربع مراحل، وحمل القميص الأصفر خمسة أيام.
- 1964 : متصدر الترتيب العام . فاز بأربع مراحل، وحمل القميص الأصفر 5 أيام.

### طواف إيطاليا
- 1960 : متصدر الترتيب العام . فاز بمرحلتين، وحمل القميص الوردي 11 يوما.
- 1964 : متصدر الترتيب العام . فاز بمرحلة واحدة، وحمل القميص الوردي 17 يوما.

### طواف إسبانيا
- 1963 : متصدر الترتيب العام . فاز بمرحلة واحدة، وحمل القميص الأصفر 16 يوما.

## التصنيف
| السنة                 | 1957 | 1958 | 1959 | 1960 | 1961 | 1962 | 1963 | 1964 | 1965 | 1966 |
| --------------------- | ---- | ---- | ---- | ---- | ---- | ---- | ---- | ---- | ---- | ---- |
| شالنج ديجرانج كولومبو | 8    | -    |      |      |      |      |      |      |      |      |
| سوبر برستيج بيرنود    |      |      | 8    | -    | 1    | 5    | 1    | 3    | 1    | 1    |
|                       |      |      |      |      |      |      |      |      |      |      |
| مصدر: UCI             |      |      |      |      |      |      |      |      |      |      |

### سباقات أو مراحل فاز بها
| التاريخ        | السباق                                                                  | المركز                  |
| -------------- | ----------------------------------------------------------------------- | ----------------------- |
| 01 يناير 1952  | سباق الطريق لفرق الرجال في ركوب الدراجات الأولمبية الصيفية 1952         | المركز الثالث           |
| 01 يناير 1953  | 1953 Circuit de l'Aulne                                                 | المركز الثالث           |
| 01 يناير 1953  | Grand Prix de Lugano 1953                                               | الفائز في التصنيف العام |
| 27 سبتمبر 1953 | 1953 جراند بريكس دي نيشنز                                               | الفائز في التصنيف العام |
| 04 نوفمبر 1953 | 1953 Trofeo Baracchi                                                    | المركز الثاني           |
| 01 يناير 1954  | Grand Prix Martini 1954                                                 | المركز الثالث           |
| 01 يناير 1954  | Grand Prix de Lugano 1954                                               | الفائز في التصنيف العام |
| 05 سبتمبر 1954 | 1954 Critérium des As                                                   | المركز الثاني           |
| 19 سبتمبر 1954 | جراند بريكس دي نيشنز 1954                                               | الفائز في التصنيف العام |
| 04 نوفمبر 1954 | 1954 Trofeo Baracchi                                                    | المركز الثاني           |
| 01 يناير 1955  | Grand Prix Martini 1955                                                 | الفائز في التصنيف العام |
| 25 سبتمبر 1955 | جراند بريكس دي نيشنز 1955                                               | الفائز في التصنيف العام |
| 04 نوفمبر 1955 | 1955 Trofeo Baracchi                                                    | المركز الثاني           |
| 01 يناير 1956  | Grand Prix Martini 1956                                                 | الفائز في التصنيف العام |
| 23 سبتمبر 1956 | جراند بريكس دي نيشنز 1956                                               | الفائز في التصنيف العام |
| 01 يناير 1957  | Grand Prix Martini 1957                                                 | الفائز في التصنيف العام |
| 02 مارس 1957   | 1957 Genoa-Nice                                                         | المركز الثاني           |
| 17 مارس 1957   | باريس-نايس 1957                                                         | الفائز في التصنيف العام |
| 20 يوليو 1957  | سباق طواف فرنسا 1957                                                    | الفائز في التصنيف العام |
| 22 سبتمبر 1957 | جراند بريكس دي نيشنز 1957                                               | الفائز في التصنيف العام |
| 01 يناير 1958  | Boucles de Seine Saint-Denis 1958                                       | المركز الثالث           |
| 01 يناير 1958  | Grand Prix Martini 1958                                                 | الفائز في التصنيف العام |
| 01 يناير 1958  | Grand Prix de Lugano 1958                                               | الفائز في التصنيف العام |
| 01 يناير 1958  | أربعة أيام من دونكيرك 1958                                              | الفائز في التصنيف العام |
| 21 سبتمبر 1958 | جراند بريكس دي نيشنز 1958                                               | الفائز في التصنيف العام |
| 04 نوفمبر 1958 | 1958 Trofeo Baracchi                                                    | المركز الثاني           |
| 01 يناير 1959  | Grand Prix Martini 1959                                                 | الفائز في التصنيف العام |
| 01 يناير 1959  | Grand Prix de Lugano 1959                                               | الفائز في التصنيف العام |
| 04 أبريل 1959  | غنت-وفلجم 1959                                                          | المركز الثالث           |
| 10 مايو 1959   | أربعة أيام من دونكيرك 1959                                              | الفائز في التصنيف العام |
| 07 يونيو 1959  | طواف إيطاليا 1959                                                       | المركز الثاني           |
| 18 يوليو 1959  | سباق طواف فرنسا 1959                                                    | المركز الثالث           |
| 05 سبتمبر 1959 | 1959 Critérium des As                                                   | الفائز في التصنيف العام |
| 04 نوفمبر 1959 | 1959 Trofeo Baracchi                                                    | المركز الثالث           |
| 01 يناير 1960  | Grand Prix de Lugano 1960                                               | الفائز في التصنيف العام |
| 01 يناير 1960  | Critérium National de la Route 1960                                     | المركز الثالث           |
| 01 يناير 1960  | 1960 Critérium des As                                                   | الفائز في التصنيف العام |
| 09 يونيو 1960  | طواف إيطاليا 1960                                                       | الفائز في التصنيف العام |
| 01 يناير 1961  | سوبر برستيج بيرنود 1961                                                 | الفائز في التصنيف العام |
| 01 يناير 1961  | Grand Prix de Lugano 1961                                               | الفائز في التصنيف العام |
| 01 يناير 1961  | Critérium National de la Route 1961                                     | الفائز في التصنيف العام |
| 16 مارس 1961   | باريس-نايس 1961                                                         | الفائز في التصنيف العام |
| 11 يونيو 1961  | طواف إيطاليا 1961                                                       | المركز الثاني           |
| 16 يوليو 1961  | سباق طواف فرنسا 1961                                                    | الفائز في التصنيف العام |
| 17 سبتمبر 1961 | 1961 جراند بريكس دي نيشنز                                               | الفائز في التصنيف العام |
| 15 يوليو 1962  | سباق طواف فرنسا 1962                                                    | الفائز في التصنيف العام |
| 04 سبتمبر 1962 | 1962 Circuit de l'Aulne                                                 | الفائز في التصنيف العام |
| 01 نوفمبر 1962 | 1962 Trofeo Baracchi                                                    | الفائز في التصنيف العام |
| 01 يناير 1963  | سوبر برستيج بيرنود 1963                                                 | الفائز في التصنيف العام |
| 01 يناير 1963  | 1963 Critérium des As                                                   | الفائز في التصنيف العام |
| 01 يناير 1963  | Critérium National de la Route 1963                                     | الفائز في التصنيف العام |
| 01 يناير 1963  | بطولة سباق الطرق الفرنسية 1963                                          | المركز الثالث           |
| 17 مارس 1963   | باريس-نايس 1963                                                         | الفائز في التصنيف العام |
| 15 مايو 1963   | طواف إسبانيا 1963                                                       | الفائز في التصنيف العام |
| 09 يونيو 1963  | سباق دوفين للدراجات 1963                                                | الفائز في التصنيف العام |
| 14 يوليو 1963  | سباق طواف فرنسا 1963                                                    | الفائز في التصنيف العام |
| 01 نوفمبر 1963 | 1963 Trofeo Baracchi                                                    | المركز الثاني           |
| 01 يناير 1964  | طواف إيطاليا 1964                                                       | الفائز في التصنيف العام |
| 01 يناير 1964  | سوبر برستيج بيرنود 1964                                                 | المركز الثالث           |
| 01 يناير 1964  | 1964 Critérium des As                                                   | المركز الثالث           |
| 22 مارس 1964   | غنت-وفلجم 1964                                                          | الفائز في التصنيف العام |
| 14 يوليو 1964  | سباق طواف فرنسا 1964                                                    | الفائز في التصنيف العام |
| 01 يناير 1965  | سوبر برستيج بيرنود 1965                                                 | الفائز في التصنيف العام |
| 01 يناير 1965  | 1965 Circuit de l'Aulne                                                 | المركز الثاني           |
| 01 يناير 1965  | Critérium National de la Route 1965                                     | الفائز في التصنيف العام |
| 01 يناير 1965  | بطولة سباق الطرق الفرنسية 1965                                          | المركز الثالث           |
| 01 يناير 1965  | Grand Prix de Lugano 1965                                               | الفائز في التصنيف العام |
| 01 يناير 1965  | Boucles de Seine Saint-Denis 1965                                       | المركز الثالث           |
| 16 مارس 1965   | باريس-نايس 1965                                                         | الفائز في التصنيف العام |
| 29 مايو 1965   | سباق دوفين للدراجات 1965                                                | الفائز في التصنيف العام |
| 31 مايو 1965   | 1965 Bordeaux–Paris                                                     | الفائز في التصنيف العام |
| 12 سبتمبر 1965 | 1965 Critérium des As                                                   | الفائز في التصنيف العام |
| 19 سبتمبر 1965 | 1965 جراند بريكس دي نيشنز                                               | الفائز في التصنيف العام |
| 04 نوفمبر 1965 | 1965 Trofeo Baracchi                                                    | الفائز في التصنيف العام |
| 01 يناير 1966  | طواف إيطاليا 1966                                                       | المركز الثالث           |
| 01 يناير 1966  | سوبر برستيج بيرنود 1966                                                 | الفائز في التصنيف العام |
| 01 يناير 1966  | Grand Prix de Lugano 1966                                               | المركز الثالث           |
| 15 مارس 1966   | باريس-نايس 1966                                                         | الفائز في التصنيف العام |
| 07 أبريل 1966  | 1966 Giro di Campania                                                   | المركز الثاني           |
| 02 مايو 1966   | لييج-باستون-لييج 1966                                                   | الفائز في التصنيف العام |
| 28 أغسطس 1966  | بطولة العالم لسباق الدراجات على الطريق 1966 – سباق الطريق الفردي للرجال | المركز الثاني           |
| 18 سبتمبر 1966 | 1966 فولتا كاتالونيا                                                    | المركز الثاني           |
| 25 سبتمبر 1966 | 1966 جراند بريكس دي نيشنز                                               | الفائز في التصنيف العام |
| 01 يناير 1967  | طواف إيطاليا 1967                                                       | المركز الثالث           |
| 01 يناير 1967  | Critérium National de la Route 1967                                     | الفائز في التصنيف العام |
| 01 يناير 1967  | 1967 Critérium des As                                                   | المركز الثاني           |
| 13 سبتمبر 1967 | 1967 فولتا كاتالونيا                                                    | الفائز في التصنيف العام |
| 04 نوفمبر 1967 | 1967 Trofeo Baracchi                                                    | المركز الثاني           |
| 01 يناير 1968  | 1968 Circuit de l'Aulne                                                 | الفائز في التصنيف العام |
| 01 نوفمبر 1968 | 1968 Trofeo Baracchi                                                    | الفائز في التصنيف العام |
| 16 مارس 1969   | 1969 باريس-نايس                                                         | المركز الثالث           |
| 20 أبريل 1969  | طواف إقليم الباسك 1969                                                  | الفائز في التصنيف العام |

## روابط خارجية
- جاك أنكيتيل على موقع أرشيف الدراجات (الإنجليزية)
- جاك أنكيتيل على موقع إحصائيات الدراجات الإحترافية (الإنجليزية)
- جاك أنكيتيل على موقع CycleBase (الإنجليزية)
- جاك أنكيتيل على موقع اللجنة الأولمبية الدولية (الإنجليزية)
- جاك أنكيتيل على موقع أوليمبيديا (الإنجليزية)